# Albert Duncker

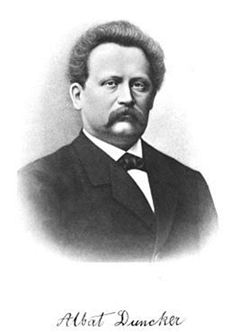
Albert Duncker

Albert Duncker (* 27. Dezember 1843 in Hanau; † 27. Juli 1886 in Kassel) war ein deutscher Lehrer und Bibliothekar.

## Leben
Albert Duncker besuche von 1852 bis 1862 die Hohe Landesschule in Hanau. Nach dem Abitur begann er an der Philipps-Universität Marburg Klassische Philologie und Geschichte zu studieren. Am 17. Dezember 1862 wurde er im Corps Hasso-Nassovia recipiert. Als geklammerter Senior inaktiviert, wechselte er an die Universität Leipzig. 1866 bestand er in Marburg das Gymnasiallehrerexamen und trat eine Stelle am Gymnasium in Hanau an. 1868 wurde er in Marburg promoviert. Er gab Privatstunden, veröffentlichte einige Aufsätze, hielt Vorträge und beteiligte sich am politischen Leben, indem er die Sozialdemokratie bekämpfte. 1876 übernahm er die Mitleitung des Main- und Kinzigboten, eines nationalen Wochenblattes. Zu seiner Zeit als Gymnasiallehrer war er auch mit der Verwaltung der Schulbibliothek beauftragt. 1871 heiratete er Leonore Wagner, die schon ein Jahr später starb, nachdem sie eine Tochter geboren hatte. 1877 heiratete Duncker ein zweites Mal: Toni geb. Kraus. 1878 wechselte er an das Realgymnasium Wiesbaden. Auch hier war er historisch aktiv.
Im April 1880 wechselte Duncker in den Bibliotheksdienst als zweiter Bibliothekar der Landesbibliothek in Kassel. Im November 1881 wurde er erster Bibliothekar und damit Leiter der Landesbibliothek. Duncker ließ zwei Schaupulte mit einer Auswahl seltener Handschriften und Drucksachen und zwei Marmorbüsten der Brüder Jakob und Wilhelm Grimm aufstellen. Um die Herstellungskosten der Büsten aufzubringen, hielt Duncker drei öffentliche Vorträge. Ihm gelang die Erweiterung der Bibliotheksräumlichkeiten und die Einrichtung eines Lesesaals. 1886 erhielt Duncker den Titel Oberbibliothekar.

## Schriften
- Die erste Entlassung des Freiherrn von Stein und seine Wiederberufung ins preussische Ministerium nach dem Tilsiter Frieden: Rede … den 22. März 1872 im … Königl. Gymnas. zu Hanau gehalten, Janau 1872.
- Der Freiherr vom Stein und die deutsche Frage auf dem Wiener Congresse, Hanau: Selbstverlag des Hanauischen Bezirksvereins für Hessische Geschichte und Landeskunde 1873 (Mittheilungen des Hanauer Bezirksvereins für Hessische Geschichte und Landeskunde; 4).
- Friedrich Rückert als Professor am Gymnasium zu Hanau. Eine Episode aus den Wanderjahren des Dichters, Hanau: Selbstverl. des Hanauer Bezirksvereins für hessische Geschichte und Landeskunde 1874.
- Kurze Geschichte der Bibliothek des Gymnasiums und Verzeichniss der alten Drucke derselben bis zur Mitte des 16. Jahrhunderts, Hanau 1877.
- Aus den Tagen eines erloschenen Regentenhauses in seiner ehemaligen Residenz: hessische Nachrichten aus alter und neuer Zeit, Hannover: Meyer 1878.
- Historisch-archäologische Analekten aus der römischen Kaiser-Zeit: 1. Zwei neue Juppiterstatuen aus den Rheinlanden; 2. Zum Alemannenkriege Caracallos und der angeblichen Alemannenschlacht des Claudius Gothiens; Zur Feier des 100. Jahrestages d. Eröffnung des Museum Frideric. z. Kassel am 23. Mai 1879, Wiesbaden 1879.
- Beiträge zur Erforschung und Geschichte des Pfahlgrabens (Limes imperii Romani Transrhenanus) im unteren Maingebiet und der Wetterau, Kassel: Freyschmidt 1879.
- Landgraf Wilhelm IV. von Hessen, genannt der Weise, und die Begründung der Bibliothek zu Kassel im Jahre 1580, Kassel: Fischer 1881.
- (Hrsg.): Denkmal Johann Winckelmann's: eine ungekrönte Preisschrift Johann Gottfried Herders aus dem Jahre 1778, Kassel: Kay 1882.
- Die Grimmelshausen ein Thüringisches Adelsgeschlecht, [Berlin]: [Weidmann] [1882].
- Der Verein für hessische Geschichte und Landeskunde in den ersten fünfzig Jahren seines Bestehens: 1834–1884; Festschrift zur Feier des fünfzigsten Stiftungstages am 16. August 1884, Kassel: Freyschmidt 1884 (Zeitschrift des Vereins für Hessische Geschichte und Landeskunde Supplement N.F. 10).
- Die Brüder Grimm, Kassel: Hühn 1884.
- (Hrsg.): Briefe an Karl Freiherrn von der Malsburg und Mitglieder seiner Familie, Berlin: Paetel 1885.
- Die Erwerbung der Pfälzer Hofbibliothek durch die Landgrafen von Hessen-Kassel im Jahre 1686. In: Zentralblatt für Bibliothekswesen, Jg. 2, 1885, 6, S. 213–225 (Digitalisat).
- Aus den Jugendjahren der Brüder Grimm. Deutsche Rundschau 1885.
- Geschichte der Chatten [Fragment einer Geschichte des ehemaligen Kurfürstentums Hessen] [Aus dem litterarischen Nachlass … hrsg. von Georg Wolff], Kassel: Döll [1888].